# Dicycla rufocanago
Dicycla rufocanago är en fjärilsart som beskrevs av Franz Dannehl 1926. Dicycla rufocanago ingår i släktet Dicycla och familjen nattflyn. Inga underarter finns listade i Catalogue of Life.